# Tiscali (Sardinien)

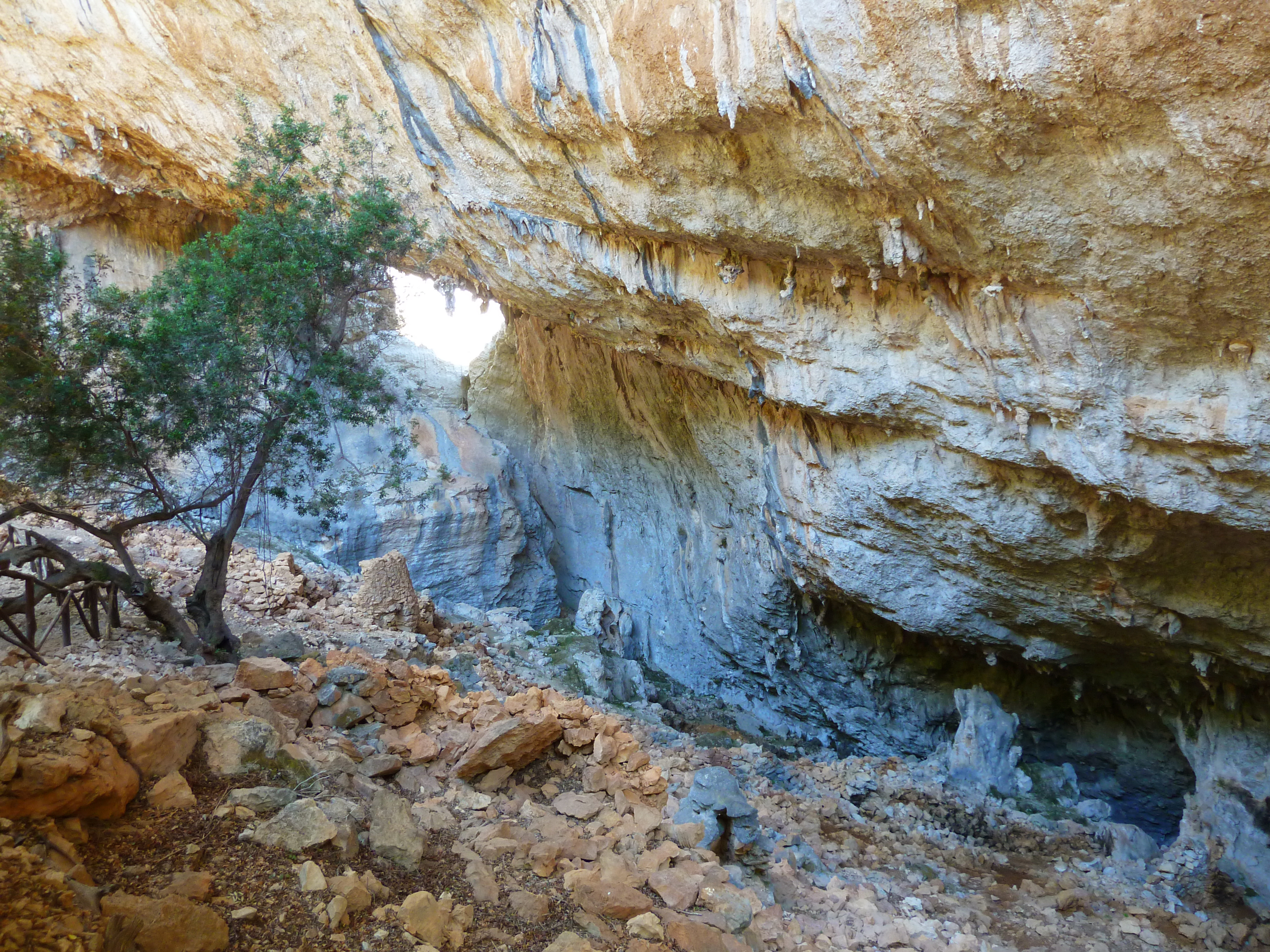
In der Doline

Tiscali (auch Monte Tiscali oder Tiskali) ist eine vorgeschichtliche Siedlung der Nuraghenkultur im Gennargentu-Park in der Provinz Nuoro (NU) auf Sardinien. 
Die Siedlung stammt aus der Endphase der Kultur im 5. bis 3. vorchristlichen Jahrhundert und liegt im Valle di Lanaittu (Lanaittu-Tal) in der Einöde östlich von Oliena bei Dorgali zwischen hohen Karstbergen unter den überhängenden Wänden der eingestürzten Doline Sa Curtigia de Tiscali (Grünes Land in felsiger Einöde).
Rund 40 Mauerreste von Hütten, einige rechteckig, viele rund, bildeten das an die Felswand geschmiegte Dorf. Ob es sich um eine Fliehburg, ein Bergheiligtum, eine permanente Siedlung oder anderes handelt, ist ungeklärt. Aufgrund der Hüttenreste ist zu vermuten, dass dort zumindest zeitweilig bis zu 200 Menschen lebten. Ungeklärt ist die Wasserversorgung, denn eine Quelle ist etwa sieben Kilometer entfernt. Wahrscheinlich war der Ort bis ins frühe Mittelalter von Bedeutung, was Funde aus dieser Zeit nahelegen.

## In der Umgebung

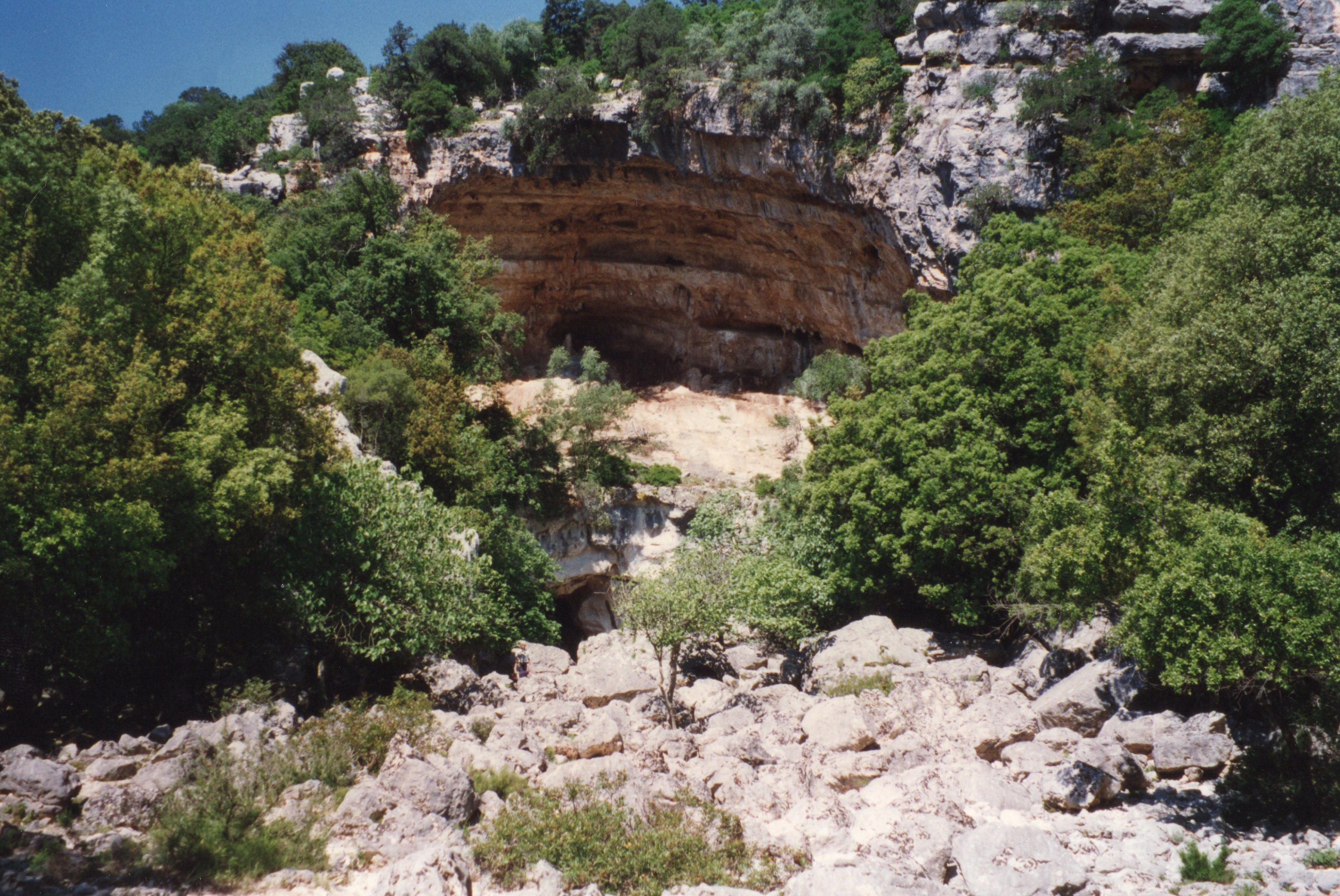
Grotta di Sa Oche

- liegt die Siedlung Sa Sedda ’e Sos Carros der Nuraghenkultur.
- unterhält eine Kooperative vor den Grotten „Su Bentu“ (der Wind) und „di Sa Oche“ Stationen für geführte Höhlenbegehungen.
- liegt die Karstquelle „Su Gologone“ (mit 300–400 l/s die größte Quelle Sardiniens)
- liegt Su Suercone, mit 500 m Durchmesser und 200 m Tiefe ist sie die größte Doline Sardiniens.
- liegt mit Goroppu (auch Gola_Gorropu) der mit 400 m tiefste Canyon Europas.